# Владислав Козак
Владислав Козак (пол. Władysław Kozak; 1913 — 14 квітня 1936, Львів) — безробітний львів'янин, убитий поліцією під час мирної демонстрації в центрі Львова 14 квітня 1936 року. Його похорон 16 квітня переріс у багатотисячну демонстрацію та масові безлади.

## Життєпис
Походив із Козакової гори (імовірно, це сучасне село Зозулі під Золочевом, недалеко також є село Козаки). Пас худобу заможних господарів, потім виїхав до Львова на заробітки.

### Смерть під час демонстрації 14 квітня 1936 року
Владислав Козак мешкав у селі Клепарів поблизу Львова. На той час він був безробітним, одруженим, виховував двох дітей. За інформацією Богуслава Микєтова, парубкував і не мав дітей.
Унаслідок «великої депресії» роботу втратило багацько львів'ян, тому масові, зокрема робітничі, демонстрації відбувалися у Львові 1930-х років доволі часто.

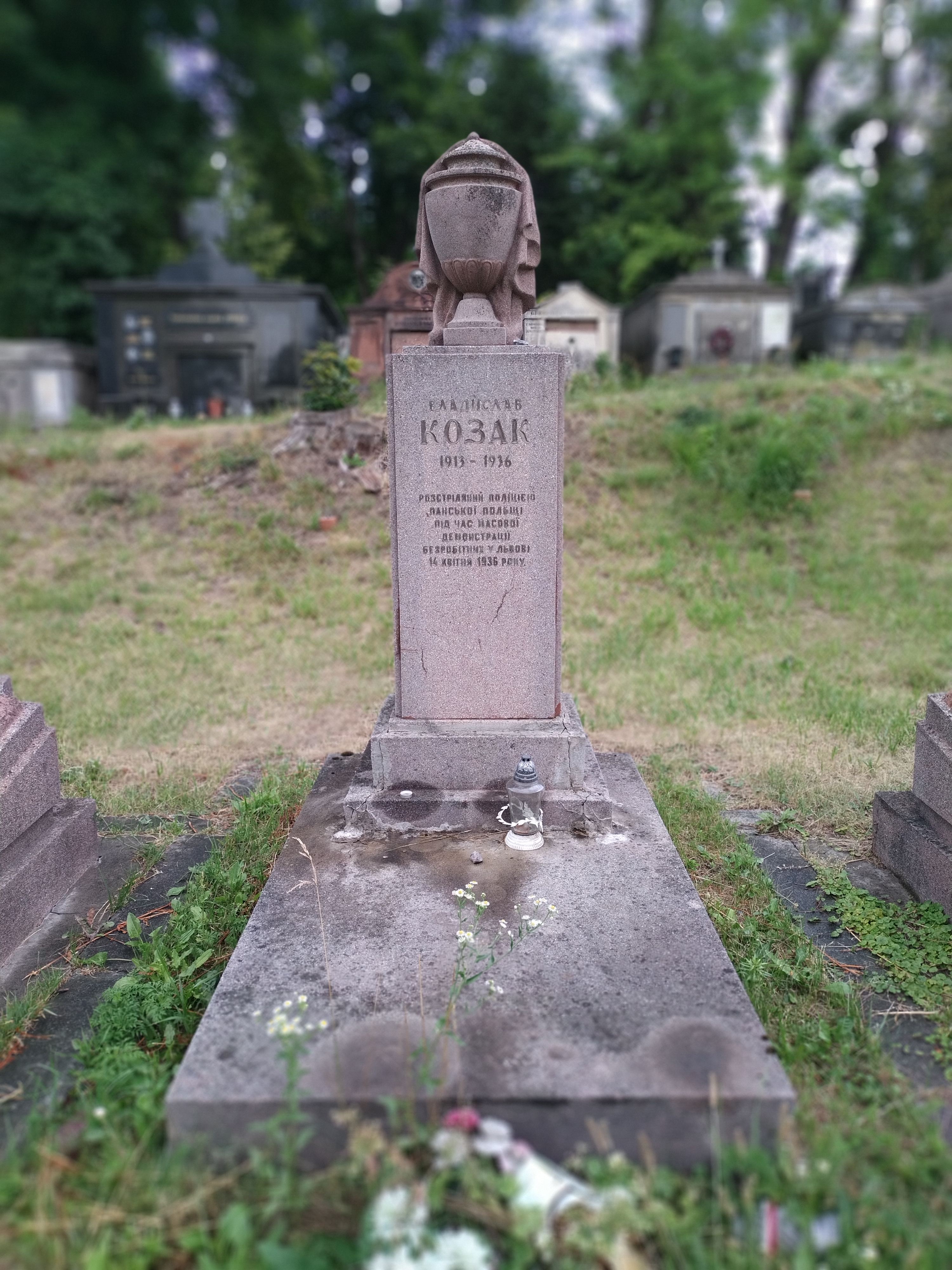
Могила Владислава Козака на Янівському цвинтарі у Львові

У вівторок після Великодня 14 квітня 1936 року близько 500 безробітних перед полуднем зібралися біля будинку фонду праці, але директор фонду повідомив, що є лише 200 робочих місць. Обурений натовп рушив до міської ратуші, де його розігнала поліція. Люди почали збиратися на вул. Академічній (теперішній проспект Шевченка). Там до них приєдналися 60 робітників, які працювали при ремонті водогону. Полетіло каміння в шибки кав'ярень і крамниць. Коли прибули поліціянти на конях, почали жбурляти й у них. Комісар поліції п'ять разів вистрелив у людей. Поранив двох — Владислава Козака з Клепарова та Миколу Шереду з Кривчиць. Козак того ж дня помер у лікарні від отриманих ран.

### Похорон 16 квітня і його наслідки
Похорон Владислава Козака призначили на 16 квітня. За кількасот метрів від каплиці на вул. Пекарській, де відспівували загиблого, був Личаківський цвинтар, де ховали переважно заможних міщан, натомість для бідноти був призначений інший цвинтар — Янівський, на протилежному кінці міста. Аби запобігти можливим заворушенням, міська рада дозволила поховати безробітного на Личакові.
О 10:00, за 5 годин до початку похорону, біля каплиці на Пекарській збираються перші люди. Із вінками, червоними стрічками та прапорами профспілок.
На похоронну процесію прийшло близько 10 тисяч людей. Перед самим початком похорону о 15:00 побратими загиблого вирішили поховати його на Янівському кладовищі, а не на Личаківському, як наказала влада.
Коли процесія наблизилася до Бернардинської площі, уже майже центру Львова, її зустріли 22 поліціянтів, що наказали демонстрантам звернути на бічну вулицю й повертати до Личаківського цвинтаря. У відповідь у бік поліціянтів полетіло каміння. Поліція відбивалася спершу ґумовими палицями, потім почала стріляти. За словами одного з очевидців, комісара Андрія Недзвецького, після кількох хвилин стрілянини комендант вирішив пропустити процесію на Янівський цвинтар. Поліція перегородила дорогу до державних установ — воєводства та магістрату.
Натовп вийшов на центральну вулицю Легіонів. Попереду несли труну з покійним. Дорогою закидано камінням вітрини й вікна магазинів, кав'ярень, міського театру. На вулиці Сикстуській перекинуто трамвай.
Близько 18:00 години процесія потрапила до Янівського цвинтаря, дійшло близько півтори тисячі чоловік, решта розсіялися після сутичок із поліцією.
Після поховання демонстранти продовжили безлади. У місті зупинено рух трамваїв — мітингарі перекидають трамвайні вагони і використовують їх як барикади. Через розбиті ліхтарі із настанням сутінків вулиці залишилися без освітлення. Демонстранти кидали у поліціянтів каміння, стягували з коней та били. Зі знищених крамниць викрадено одяг та харчі. Пограбовано броварню на вулиці Клепарівській. На Городоцькій підпалено склад дерева та взуттєвий магазин Гані Дрикс. На допомогу поліції влада кинула вояків, але ті відмовилися стріляти в маніфестантів.
Загалом під час заворушень і сутичок із поліцією, за різними підрахунками загинуло від 8 до кільканадцяти осіб, близько 100 було поранено (2 з них згодом померли). Убитих поховано наступного дня о 4 годині ранку, аби уникнути повторення заворушень.
Ушкоджень отримали 69 поліціянтів. Того ж дня заарештовано близько 200 осіб, наступного — понад 600 осіб. Винними у заворушеннях назвали комуністів, які в той час у Західній Україні діяли підпільно. Більшість затриманих отримали від шести місяців до п'яти років ув'язнення. Багатьох заслали до концтабору в Березі-Картузькій (на території сучасної Берестейської області в Білорусі).
У понеділок 20 квітня профспілки Львова оголосили загальний страйк.
Зрештою, влада Львова мусила піти на поступки. За кілька днів магістрат звернувся до уряду Польщі, аби той виділив кошти на громадські роботи для безробітних.

## Пам'ять
Поховання жертв квітневого виступу 1936 року розташоване ліворуч від головної алеї на початку Янівського цвинтаря. Обабіч могили Козака знаходяться могили 10 інших демонстрантів, що також загинули під час цих подій. Меморіал загиблих упорядковано 1956 року.
Смерть Владислава Козака особливо часто згадували за комуністичних часів у Львові та Польщі, його особу подавали як приклад борця за права трудящих.
У 1946—1992 роках його ім'я мала вулиця Каліча Гора у Львові.
Меморіальні таблиці, барельєфи у Львові:
- на вулиці Городоцькій, 32, у 1956 році на фасаді костелу святої Анни було встановлено мармурову таблицю, яка сповіщала, що на цій вулиці 16 квітня 1936 року під час похорону Владислава Козака відбувалися барикадні бої трудящих м. Львова з поліцією[5].
- на вулиці Пекарській на фасаді будинку № 17 розташована пам'ятна таблиця, встановлена 1956 року та сповіщає, що на цій вулиці 16 квітня 1936 року під час похорону Владислава Козака була розстріляна масова демонстрацію «трудящих» м. Львова[3].
- на проспекті Шевченка на фасаді наріжного з вулицею Саксаганського будинку № 36, у 1979 році встановлений бронзовий барельєф «Учасникам революційного виступу львівського пролетаріату у квітні 1936 року», який сповіщає, що на цій вулиці 14 квітня 1936 року, під час демонстрації безробітних був вбитий Владислав Козак. Вже 16 квітня його похорон переріс у масові заворушення по всьому місту. У повоєнний період радянська пропаганда використала історію Владислава Козака як приклад боротьби пролетаріату з буржуазною владою. Демонтований 16 листопада 2023 року згідно Закону України «Про засудження комуністичного та націонал-соціалістичного (нацистського) тоталітарних режимів в Україні та заборону пропаганди їхньої символіки». Його перевезли на зберігання до музею «Територія Терору»[6].